# Josef Halse
Josef Halse, född 25 april 1951 från Kautokeino är en samisk bildkonstnär. Han är bror till den samiska jojkaren och skådespelaren Ingor Ánte Áilo Gaup och till professorn i samisk lingvistik, Ole Henrik Magga.

## Biografi
Som konstnär inspireras Halse av samspelet mellan olika naturintryck som kontraster, ljus och rörelser och han försöker utveckla ett spontant sätt att uttrycka detta. Det är grunden för uppbyggnaden av hans bilder. Motiven är inte direkt igenkännbara, utan uppträder i en mer abstrakt form.
Halse har en bakgrund som musiker. Han har arbetat med scenografi och gjort affischer och illustrerade program för Beaivvás Sámi Teáhter. Han tog examen i måleri från Norges konsthantverkshögskola under Egil Weiglin och Kåre Jonsborg 1975-79. Senare var han aktiv i Masi-gruppen, Sámi Dáidujoavku. Denna grupp tog initiativ till att starta Samiska konstnärsföreningen, Sámi Dáiddačehpiid Searvi, där Halse varit en aktiv medlem. Han har deltagit i möten hemma och utomlands och gjort studieresor till Ryssland, Tyskland, Nederländerna och Italien. Halse tilldelades regeringens etableringsbidrag 1982 och regeringens femåriga arbetsbidrag 1995.
Halses konst har köpts in av Sametingets upphandlingsnämnd för Institutionen för konst, RiddoDuottarMuseat, Troms fylke, Finnmarks fylke, Samernas kulturråd och Norska kulturrådet. 2021 vann han tävlingen om Dáiddafoandas logotyp. Dáiddafoanda är en konstfond som förvaltas av Samiska Konstnärsrådet, Sámi Dáiddárráđđi. Halse är en av cirka 150 konstnärer som  blev inbjudna att delta i Nasjonalmuseets öppningsutställning 2022.